# کریسمس خانه خواهم بود (فیلم ۱۹۸۸)
برای کریسمس خانه خواهم بود (انگلیسی: I'll Be Home for Christmas) فیلمی در ژانر درام، جنگی، و رمانتیک به کارگردانی ماروین جی. چامسکی است که در سال ۱۹۸۸ منتشر شد. از بازیگران آن می‌توان به هال هالبروک و اوا ماری سنت اشاره کرد.

## بازیگران
- هال هالبروک
- اوا ماری سنت
- نانسی تراویس
- پیتر گلگر
- دیوید مسکو
- کورتنی کاکس
- ویپ هوبلی